# Amgen
Amgen Inc. (oprindeligt AMGen, Applied Molecular Genetics) er en international bioteknologivirksomhed med hovedkvarter i Thousand Oaks, Californien. Amgen er det største uafhængige biotekfirma med sine omkring 14.000 medarbejdere, inklusiv de 150 sikkerhedsfolk og i 2007. Deres produkter inkluderer blandt andet epo.
| Firma | Spire Denne artikel om et firma eller en virksomhed i USA er en spire som bør udbygges. Du er velkommen til at hjælpe Wikipedia ved at udvide den. |

1. ↑  Navnet er anført på bokmål og stammer fra Wikidata hvor navnet endnu ikke findes på dansk.